# North American P-64
Le P-64 est le nom donné par l'United States Army Air Corps au North American NA-50 et sa version améliorée NA-68 toutes deux développées au cours des années 1930. Sept ont été utilisés par le Pérou et six (d'abord destinés à la Thaïlande) par l'USAAC. 
Bien qu'ayant été utilisés comme chasseurs d'entrainement avancé par le Cuerpo Aeronáutico de Perú les NA-50 Péruviens virent le feu en 1941 contre les Équatoriens et restèrent en service jusqu'en 1950.

## Conception et développement
Le North American NA-50 a été développé par North American Aviation comme chasseur monoplace monomoteur monoplan à aile basse destiné à l'exportation. Ce nouvel appareil s'inspire du North American NA-16/BT-9, un avion d'entrainement de 1935. Ce dernier était destiné à tous les pays qui cherchait un avion pas cher, simple mais capable de bonnes performances et avec des caractéristiques modernes. 
Le NA-50 vole pour la première fois en mai 1939 et presque aussitôt le Pérou s'intéresse à l'avion. Il est équipé d'un moteur Wright R-1820-77 de 870 ch et de deux mitrailleuses de capot de 7,62 mm. L'année suivante, en 1940, c'est au tour du NA-68 de prendre son envol. Son armement est amélioré par l'ajout de deux canons de 20 mm dans les ailes en plus des mitrailleuses.

## Mise en service
Le Pérou achète sept avions en mai 1939. Ils sont équipés de racks à bombes sous les ailes et le fuselage pour pouvoir emporter des bombes légères. Les NA-50 de la Force aérienne du Pérou, surnommés Torito (petit taureau), reçoivent leurs baptême du feu en 1941 contre les troupes équatoriennes durant la Guerre péruano-équatorienne de 1941 en effectuant des frappes de soutien des troupes au sol. Le capitaine José Abelardo Quiñones González qui trouva la mort à bord d’un NA-50 durant un raid sur Quebrada Seca, en Équateur, est devenu la référence de la Fuerza Aérea del Perú.
En 1941 la Thaïlande achète six NA-68 à North American. Mais à la suite de la guerre franco-thaïlandaise et à cause du rapprochement avec l'empire du Japon, les États-Unis décident d'intercepter les avions en route et de les prendre en charge sous le nom de P-64 afin d'éviter qu'ils ne tombent entre les mains du Japon.

## Pays utilisateurs
Pérou
- Fuerza Aéra del Perú

 États-Unis
- United States Army Air Corps/United States Army Air Forces

## Développements liés
- North American T-6 Texan

## Appareils comparables
- CAC Boomerang
- Seversky P-35
- North American A-27